# Вакариса
Вакариса (порт. Vacariça)  —  район (фрегезия) в Португалии,  входит в округ Авейру. Является составной частью муниципалитета  Меальяда. Находится в составе крупной городской агломерации Большая Коимбра. По старому административному делению входил в провинцию Бейра-Литорал. Входит в экономико-статистический  субрегион Байшу-Воуга, который входит в Центральный регион. Население составляет 2080 человек. Занимает площадь 17,76 км².
Покровителем района считается Сан-Висенте (порт. São Vicente). 